# Felovo impérium
Felovo impérium nebo Felské impérium (anglicky Fel Empire), známé jako „Impérium s lidskou tváří“, je vesmírné společenství v rozšířeném (mimokanonickém) fiktivním světě Star Wars, které mělo vzniknout někdy po roce 44 ABY z Impériálního zůstatku po rozpadu Galaktického impéria (zaniklo 4 ABY). Felovo impérium bylo konstituční dědičnou monarchií a označováno jako Galaktické impérium (Galactic Empire), Nové impérium (New Empire) nebo Znovuzrozené impérium (Empire Reborn). Vzniklo někdy po roce 44 ABY (v rozmezí let 45–127 ABY) na Vnějším pásu galaxie, kdy se moci ujímá dynastie Felů. Říše získala název podle zakladatele vládnoucí dynastie císaře Jaggeda Fela. Pro Impérium znamenalo období Felů návrat k dřívější slávě a prestiži. V roce 130 ABY se od Felského impéria odštěpilo Darth Kraytovo Druhé Galaktické impérium, které bylo novou říší Sithů. V důsledku této ztráty bylo Felské impérium přejmenováno na Impérium v exilu neboli Imperiální zůstatek. Roku 138 ABY bylo sice Felské impérium obnoveno, ovšem nyní již jako součást Triumvirátu Galaktické federace.
Oproti Palpatinově (prvnímu) Impériu bylo Felovo impérium umírněnou konstituční monarchií bez nadvlády a tvrdé diktatury Sithů, nepodléhalo Sithům a zcela ani temné straně Síly, místo toho vládlo galaxii mírně, zavedlo toleranci a práva mimozemským rasám. Také nově začalo cvičit Imperiální rytíře neboli své vlastní „imperiální jedie“, kteří byli loajální císaři a Impériu, ale na rozdíl od Sithů odmítli podrobit se temné strany Síly, avšak ani jako Jediové se striktně neupínali ke straně světlé, takže Novým řádem jediů byli považováni za tzv. Šedé jedie. Tento odklon od temné strany se později projevil v podobě příchodu Darth Krayta a návratu Sithů, vytvořením Druhého Galaktického impéria a vyhnáním Felů do exilu. Exilové impérium Felů však nebylo zcela vyhlazeno, ale spolu s Imperiálními rytíři pokračovalo v odporu proti Darth Kraytově říši a Sithům v tzv. Druhé imperiální občanské válce (130–138 ABY), přičemž se mu stali spojenci Zůstatek Galaktické aliance a Nový řád jediů. Společně zvítězili nad Kraytovou říší a Sithy. Císař Darth Krayt byl zabit Cadem Skywalkerem. Po válce vznikl společný Triumvirát Galaktické federace, který vytvořilo Felovo impérium se Zůstatkem Galaktické aliance a Novým řádem jediů.
Felovo impérium se nachází pouze v tzv. „legendách“ neboli beletristických příbězích mimo oficiální kánon. Pro scénář třetí filmové trilogie nebylo použito, místo něj byl pro podobné účely vytvořen První řád jako pokračovatel zaniklého (prvního) Galaktického Impéria.